# Arroyo de los Médanos
El arroyo de los Médanos es un curso de agua uruguayo que atraviesa el departamento de Rivera perteneciente a la cuenca hidrográfica del Río Uruguay.
Nace en la cuchilla Cuñapirú y desemboca en el Arroyo Cuñapirú tras recorrer alrededor de 23 km.
- Datos: Q5706182